# Feuerwehr in Andorra

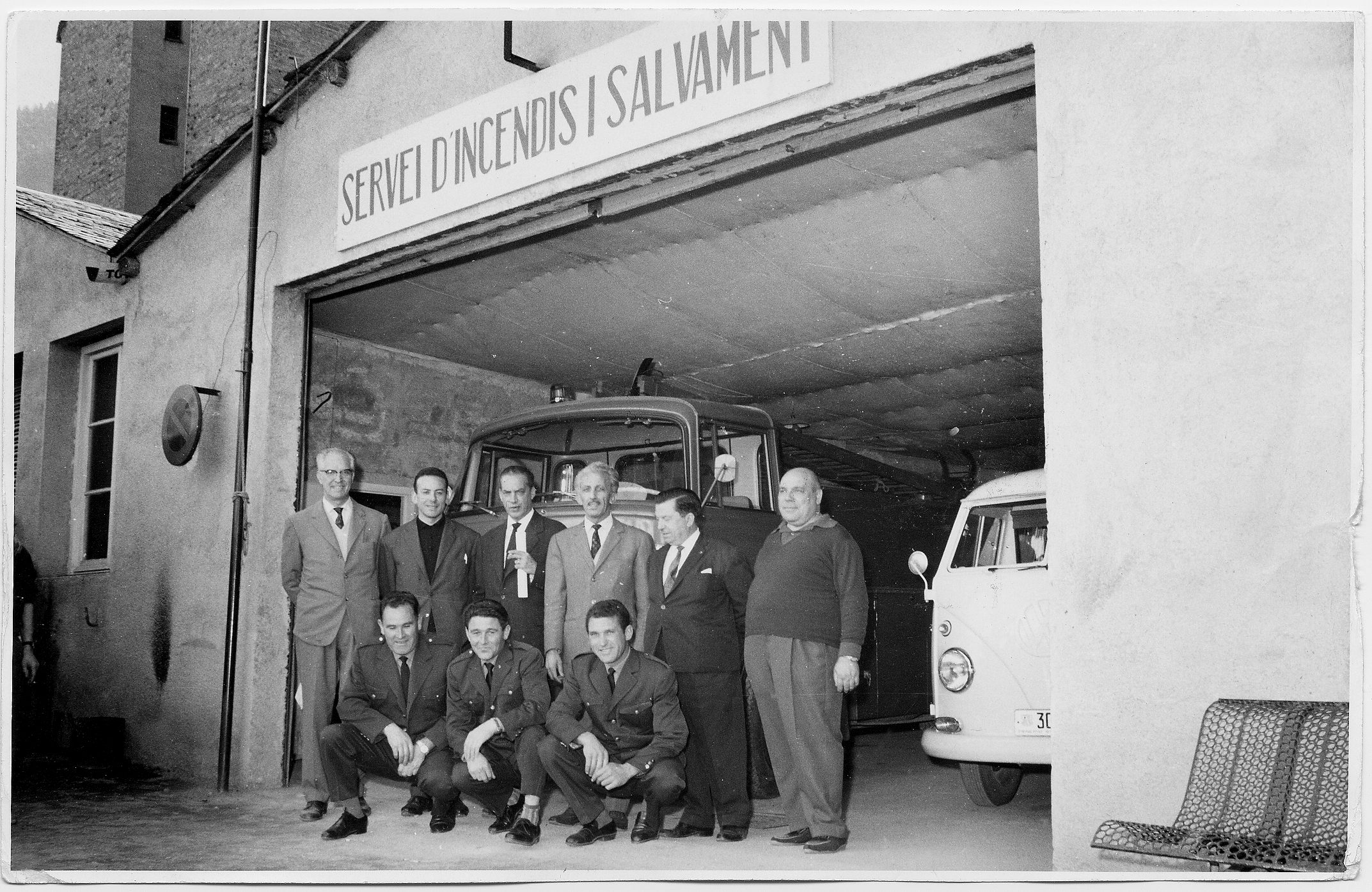
Feuerwehrmänner in Andorra im Gründungsjahr 1961

Die Feuerwehr in Andorra besteht aus 120 Berufsfeuerwehrleuten in vier Feuerwachen mit Hauptsitz in Santa Coloma d’Andorra in der Nähe der Hauptstadt Andorra la Vella. Sie wurde im Jahr 1961 gegründet.

## Allgemeines
In Andorra bestehen vier Feuerwachen, in denen 17 Feuerwehrfahrzeuge für Feuerwehreinsätze bereitstehen. Insgesamt sind 120 Berufsfeuerwehrleute im Feuerwehrwesen tätig. Die Feuerwehr hält mit fünf Feuerwehrmannschaften, die jederzeit im Dienst sind, eine zeitliche Vollzeitabdeckung aufrecht. Zwei Teams im Hauptquartier der Feuerwehr in Santa Coloma und eine Mannschaft in jeder der weiteren drei Feuerwachen in Pas de la Casa, La Massana und Canillo. Die Feuerwehren sind neben den großen Feuerwehrfahrzeugen (Löschfahrzeuge, Drehleitern und Spezialfahrzeuge mit Allradantrieb) mit vier leichten Hilfsfahrzeugen (Pkw und Lieferwagen) sowie vier Krankentransportwagen ausgestattet.
Die zentrale Feuerwache von Andorra wurde am 23. Januar 2007 eingeweiht und bietet dem Land ein modernes, funktionales Areal mit Manövriergelände, einem Schlauchturm und weiterer Ausstattung.

## Geschichte
Die Feuerwehr in Andorra (Lösch- und Bergungsdienst der Valls d’Andorra) ist eine relativ junge Organisation im Vergleich mit den bedeutenden Nachbarländern Frankreich und Spanien. Dies resultiert insbesondere durch die geringe Einwohnerzahlen, welche die Täler Andorras haben.
Die ersten Dokumente von der Bekämpfung von Bränden stammen aus dem Jahr 1901, in denen von einer Zusammenkunft gegen Brände in den Vierteln der Täler die Rede war. Damals haben Nachbarn und ihre Familien Vereinbarungen getroffen, sich gegenseitig zu helfen und gründeten einen gemeinsamen Finanzfonds mit einer Versicherung gegen Brände und Katastrophen.
Am 23. August 1943 stimmte der andorranische Generalrat dem Kauf der ersten Feuerlöschpumpe auf Vorschlag des Ingenieurs Joan Vehils vom Wasserversorger Forces Hidroélectriques d’Andorra (FHASA) zu. Am 21. Juli 1944 genehmigte der Rat auch dem Kauf einer weiteren Feuerlöschpumpe der Marke Guinard für 14.000 spanische Peseten.
Am 4. Dezember 1959 entstand ein verheerendes Feuer, das zwei Tage andauerte und in einem Sägewerk in Sant Julià de Lòria großen materiellen und wirtschaftlichen Schaden anrichtete. Diese Tatsache verursachte bei den andorranischen Bürgern Besorgnis, sodass im Budget des Generalrates von 1960 bereits die Kosten für den ersten Leiter des Feuerwehr- und Rettungsdienstes vorgesehen wurden.
Am 21. April 1961 ernannte der Generalrat Consell General de les Valls den Andorraner Manel Mas zum ersten Leiter des Feuerwehr- und Bergungsdienstes. Er wurde beauftragt, Feuerwehrpersonal zu rekrutieren und die erforderliche Ausstattung zu beschaffen, um die Feuerwehr Andorra zu gründen. Ende des Jahres 1961 gründete sich die Feuerwehr Cos de Bombers. Den Feuerwehrleuten standen ein Berliet-Lastwagen und einen Volkswagen-Krankenwagen in der ersten Feuerwache Andorras in Canals d’Andorra la Vell für ihren Einsatzdienst zur Verfügung.
Die Feuerwehr Andorra war nicht nur eine Einrichtung, die sich ausschließlich der Brandbekämpfung widmete, sondern widmete sich von Anfang an der Rettung und dem Transport von Verletzten. So hat die Feuerwehr während eines Großteils der zweiten Hälfte des 20. Jahrhunderts und aufgrund von Mängeln in der Infrastruktur und qualifiziertem Personal den Krankentransport nicht nur innerhalb Andorras, sondern auch zu den Krankenhäusern der Nachbarländer, durchgeführt.

## Feuerwehrverband
Der Anfang 2002 gegründete andorranische Feuerwehrverband repräsentiert die andorranischen Feuerwehren mit ihren rund 120 Feuerwehrangehörigen. Darüber hinaus bestehen Verbindungen insbesondere zu europäischen Feuerwehrverbänden.